# Islänningasagor

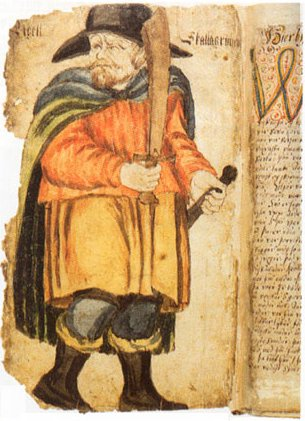
Egill Skallagrímsson i ett 1600-talsmanuskript av Egils Saga.

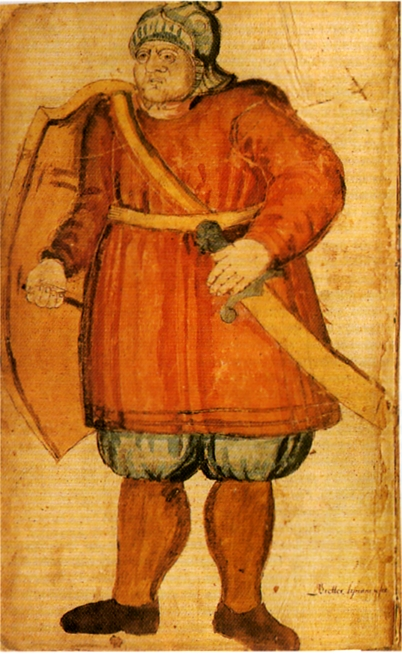
Grettir står redo att strida i denna illustration i ett manuskript till en isländsk saga.

Islänningasagor eller isländska sagor (isländska Íslendingasögur), också kallade ättesagor, är medeltida litteratur skriven på och om Island. 

## Historik
Islänningasagor utgör en underavdelning till sagalitteraturen. Sagorna handlar om invandringen till Island, vikingatåg och släktfejder från tiden för Islands kolonisation på 800-talet och framåt. Ordet saga kommer från den isländska betydelsen "muntlig eller skriftlig historia, berättelse eller fantasisaga".
Islänningasagorna skrevs ner på pergament under 1200-talet och början av 1300-talet. Men det var först i slutet av 1600-talet som deras stora värde började uppmärksammas, först genom Árni Magnússons forskning i Köpenhamn. Intresset spred sig till andra länder under 1700-talet, liksom ordet "saga" som då lånades till många olika språk. I början av 1800-talet, när upplysningstiden ersattes av romantiken, uppstod en renässansliknande vurm för det fornnordiska eller "götiska" idealet – göticismen. Man började på nytt att skriva sagor om vikingar, till exempel Frithiofs saga (1825) av Esaias Tegnér.
I de isländska historieberättelserna blandas ofta historiska fakta med dåtidens mytiska föreställningar och överdrifter vilket är varför många uppgifter ifrågasatts. I Sverige betraktar man i dag de flesta av dessa sagor som historiska berättelser, i vilka man förvisso kan hitta stora mängder information om skick och bruk i de forntida nordiska samhällena och om hur folk i allmänhet levde, men där många av de specifika händelser som beskrivs kanske till stor del är ren fiktion. Samtidigt har det visat sig att många händelser efter hand har verifieras genom arkeologiska fynd när platserna väl hittats.
Sagornas ursprungliga funktion i den miljön på Island där de kom till var ofta underhållning. I en beskrivning från 1200-talet av ett bröllop på gården Reykjahólar berättas det om sagnaskemmtan, och: "Rolf från Skalmarnäs berättade sagan om Röngvid viking och om hur Tråen bärsärk bröt sig in i en gravhög och om Romund Gripsson - med många verser. Den sagan blev använd för kung Sverres underhållning, och kungen menade att sådana lögnsagor var de roligaste."

## Lista över isländska sagor
Det finns på Island två sentida utgåvor av islänningasagorna, dels Guðni Jónssons Íslendinga sögur (Reykjavík 1946-49), dels den vetenskapliga utgåvan från Hið íslenzka fornritafélag, utgiven i serien Íslenzk fornrit (1933-). I nedanstående tabell redovisas sagorna enligt den sistnämnda utgåvan, inkluderande Íslendingabók og Landnámabók som inte är egentliga "sagor" utan redogörelser för Islands kolonisation.
I Jónssons utgåva finns dessutom ett antal sagor som är översatta till svenska, och som kan finnas på annat håll i Íslenzk fornrit. Dessa redovisas i separat tabell.
| Titel på isländska                   | Titel på svenska                                            | AU Bååth | Hj Alv | Å Ohl | Annan övers     |
| Band 1. Íslendingabók, Landnámabók   | Isländingaboken och Landnamsboken                           |          |        |       |                 |
| ------------------------------------ | ----------------------------------------------------------- | -------- | ------ | ----- | --------------- |
| Íslendingabók                        | Isländingaboken (ej saga, se ovan)                          | -        | -      | Bd 1  | -               |
| Landnámabók                          | Landnamsboken (ej saga, se ovan)                            | -        | -      | Bd 1  | -               |
| Band 2. Egils saga Skalla-Grímssonar | Egil Skallagrimssons saga                                   | AU Bååth | Hj Alv | Å Ohl | Annan övers     |
| Egils saga Skalla-Grímssonar         | Egil Skallagrimssons saga                                   | X        | Bd 3   | Bd 1  | PW, PAG         |
| Band 3. Borgfirðinga sögur           | Sagor från Borgarfjörður                                    | AU Bååth | Hj Alv | Å Ohl | Annan övers     |
| Hænsa-Þóris saga                     | Hönsa-Tores saga                                            | -        | Bd 4   | Bd 1  | -               |
| Gunnlaugs saga ormstungu             | Gunnlaug Ormstungas saga                                    | X        | Bd 3   | Bd 1  | SH, PAG, JM, MM |
| Bjarnar saga Hítdælakappa            | Sagan om Björn hitardalskämpen                              | -        | -      | Bd 2  | -               |
| Heiðarvíga saga                      | Heidarvigasagan (Sagan om slaget på Tvedögra hed)           | -        | -      | Bd 3  | -               |
| Gísls þáttur Illugasonar             | Gisl Illugasons saga                                        | -        | Bd 4   | Bd 1  | -               |
| Band 4. Eyrbyggja saga               | Eyrbyggarnas saga                                           | AU Bååth | Hj Alv | Å Ohl | Annan övers     |
| Eyrbyggja saga                       | Eyrbyggarnas saga                                           | -        | Bd 1   | Bd 2  | CL              |
| Brands þáttur örva                   | Brand den frikostiges saga                                  | -        | -      | Bd 3  | -               |
| Eiríks saga rauða                    | Erik Rödes saga                                             | -        | -      | Bd 1  | MGL             |
| Grænlendinga saga                    | Grönlänningasagan (Grönlandssagan)                          | -        | -      | Bd 1  | MGL             |
| Grænlendinga þáttur                  | Einar Sokkasons saga                                        | -        | -      | Bd 1  | -               |
| Band 5. Laxdæla saga                 | Laxdalingarnas saga                                         | AU Bååth | Hj Alv | Å Ohl | Annan övers     |
| Laxdæla saga                         | Laxdalingarnas saga (Ohlmarks: Laxdölasagan)                | X        | Bd 1   | Bd 2  | NB              |
| Halldórs þáttur Snorrasonar I        | Halldor Snorrasons tidigare saga                            | -        | Bd 4   | Bd 2  | -               |
| Halldórs þáttur Snorrasonar II       | Halldor Snorrasons senare saga                              | -        | Bd 4   | Bd 2  | -               |
| Stúfs þáttur                         | Stuv Blindes saga                                           | -        | -      | Bd 2  | -               |
| Band 6. Vestirðinga sögur            | Sagor från Västfjordarna                                    | AU Bååth | Hj Alv | Å Ohl | Annan övers     |
| Gísla saga Súrssonar                 | Gisle Surssons saga                                         | X        | Bd 2   | Bd 2  | JM, MM          |
| Fóstbræðra saga                      | Fostbrödrasagan                                             | -        | -      | Bd 3  | -               |
| Þáttur Þormóðar                      | Tormod Kolbrunarskalds saga                                 | -        | -      | Bd 3  | -               |
| Hávarðar saga Ísfirðings             | Håvard isfjordings saga                                     | -        | -      | Bd 3  | -               |
| Auðunar þáttur vestfirzka            | Audun västfjordings saga                                    | -        | Bd 4   | Bd 3  | SJ              |
| Þorvarðar þáttur krákunefs           | Torvard kråknäbbs saga                                      | -        | -      | Bd 3  | -               |
| Band 7. Grettis saga Ásmundarsonar   | Grette Asmundssons saga                                     | AU Bååth | Hj Alv | Å Ohl | Annan övers     |
| Grettis saga Ásmundarsonar           | Grette Asmundssons saga (Ohlmarks: Grette den starkes saga) | X        | Bd 2   | Bd 3  | -               |
| Bandamanna saga                      | De sammansvurnas saga (Bandamannasagan)                     | -        | Bd 4   | Bd 3  | -               |
| Odds þáttr Ófeigssonar               | Odd Ofeigssons finnmarksfärd (Ohlmark: ... finnmarkssaga)   | -        | Bd 4   | Bd 3  | -               |
| Band 8. Vatnsdæla saga               | Vatnsdalssagan                                              | AU Bååth | Hj Alv | Å Ohl | Annan övers     |
| Vatnsdæla saga                       | Vatnsdalssagan (Ohlmarks: Vatnsdölasagan)                   | -        | -      | Bd 4  | -               |
| Hallfreðar saga vandræðaskálds       | Hallfred vandrädaskalds saga                                | -        | -      | Bd 4  | -               |
| Kormáks saga                         | Kormak Ögmundarsons saga                                    | X        | -      | Bd 3  | IF              |
| Hrómundar þáttur halta               | Hromund haltes saga                                         | -        | -      | Bd 3  | -               |
| Hrafns þáttur Guðrúnarsonar          | Hravn Gudrunarsons saga (Alving: Hravn Hrutfjording)        | -        | Bd 4   | Bd 3  | -               |
| Band 9. Eyfirðinga sögur             | Sagor från Eyjafjörður                                      | AU Bååth | Hj Alv | Å Ohl | Annan övers     |
| Víga-Glúms saga                      | Viga-Glums saga                                             | -        | Bd 4   | Bd 4  | -               |
| Ögmundar þáttur dytts                | Sagan om Ögmund smäll och Gunnar halvt-om-halvt             | -        | -      | Bd 4  | -               |
| Þorvalds þáttur tasalda              | Torvald tasaldes saga                                       | -        | -      | Bd 4  | -               |
| Svarfdæla saga                       | Svarvadardalssagan (Ohlmarks: Svarvdölasagan)               | -        | -      | Bd 4  | -               |
| Þorleifs þáttur jarlsskálds          | Torleif jarlskalds saga                                     | -        | -      | Bd 4  | -               |
| Valla-Ljóts saga                     | Valla-Ljots saga                                            | -        | -      | Bd 4  | -               |
| Sneglu-Halla þáttur                  | Sneglu-Halles saga                                          | -        | -      | Bd 4  | -               |
| Þorgríms þáttur Hallasonar           | Torgrim Hallssons och Bjarne Gullbråskalds saga             | -        | -      | Bd 4  | -               |
| Band 10. Ljósvetninga saga           | Ljosvetningasagan                                           | AU Bååth | Hj Alv | Å Ohl | Annan övers     |
| Ljósvetninga saga með þáttum         | Ljosvetningasagan                                           | -        | -      | Bd 4  | -               |
| -Sörla þáttr                         | Sörles saga                                                 | -        | -      | Bd 4  | -               |
| -Ófeigs þáttr                        | Sagan om Ofeig på Skard                                     | -        | -      | Bd 4  | -               |
| -Vöðubrands þáttr                    | Vade-Brands saga                                            | -        | -      | Bd 4  | -               |
| -Þórarins þáttr ofsa                 | Torarin fräckes saga                                        | -        | -      | Bd 4  | -               |
| Reykdæla saga ok Víga-Skútu          | Reykdalssagan (Ohlmarks: Reykdölasagan)                     | -        | -      | Bd 4  | -               |
| Hreiðars þáttur heimska              | Hreidar fånens saga (Alving: Tok-Hreidar)                   | -        | Bd 4   | Bd 4  | -               |
| Band 11. Austfirðinga sögur          | Sagor från Östfjordarna                                     | AU Bååth | Hj Alv | Å Ohl | Annan övers     |
| Þorsteins saga hvíta                 | Torstein vites saga                                         | -        | -      | Bd 4  | -               |
| Vopnfirðinga saga                    | Vapnfjordingasagan                                          | -        | -      | Bd 4  | -               |
| Þorsteins þáttur stangarhöggs        | Torstein stångehuggs saga                                   | X        | -      | Bd 4  | -               |
| Ölkofra þáttur                       | Ölkovres saga                                               | -        | -      | Bd 5  | -               |
| Hrafnkels saga Freysgoða             | Hravnkel Frösgodes saga (Alving: Hravnkel Freysgodes saga)  | X        | Bd 4   | Bd 5  | NA, SJ, MM      |
| Droplaugarsona saga                  | Droplaugarsönernas saga                                     | -        | -      | Bd 5  | -               |
| Brandkrossa þáttur                   |                                                             | -        | -      | -     | -               |
| Gunnars þáttur Þiðrandabana          | Gunnar Tidrandabanes saga                                   | -        | -      | Bd 5  | -               |
| Fljótsdæla saga                      | Fljotsdalssagan (Ohlmarks: Fljotsdölasagan)                 | -        | -      | Bd 5  | -               |
| Þorsteins saga Síðu-Hallssonar       | Torstein Sidu-Hallssons saga                                | -        | -      | Bd 5  | -               |
| Draumur Þorsteins Síðu-Hallssonar    | Torstein Sidu-Hallssons dröm                                | -        | -      | Bd 5  | -               |
| Þorsteins þáttur Austfirðings        | Torstein östfjordings saga                                  | -        | -      | Bd 5  | -               |
| Þorsteins þáttur sögufróða           | Torstein sagoberättarens saga                               | -        | -      | Bd 5  | -               |
| Gull-Ásu-Þórðar þáttur               | Sagan om Guld-Åsas Tor                                      | -        | -      | Bd 5  | -               |
| Band 12. Brennu-Njáls saga           | Njáls saga                                                  | AU Bååth | Hj Alv | Å Ohl | Annan övers     |
| Brennu-Njáls saga                    | Njáls saga                                                  | X        | Bd 5   | Bd 5  | AE, IF, LL      |
| Band 13. Harðar saga                 | Hords saga                                                  | AU Bååth | Hj Alv | Å Ohl | Annan övers     |
| Harðar saga                          | Hords och holmbrödernas saga                                | -        | -      | Bd 1  | -               |
| Bárðar saga                          | Bård snäfellsasens saga                                     | -        | -      | Bd 2  | -               |
| Þorskfirðinga saga                   | Torskfjordingasagan                                         | -        | -      | Bd 2  | -               |
| Flóamanna saga                       | Floamannasagan                                              | -        | -      | Bd 5  | -               |
| Þórarins þáttur Nefjólfssonar        | Torarin Nesjolvssons saga                                   | -        | -      | Bd 4  | -               |
| Þorsteins þáttur uxafóts             | Torstein oxefot                                             | -        | Bd 4   | Bd 5  | -               |
| Egils þáttur Síðu-Hallssonar         | Egil Sidu-Hallssons saga                                    | -        | -      | Bd 5  | -               |
| Orms þáttur Stórólfssonar            | Orm Storolfssons saga                                       | -        | -      | Bd 5  | -               |
| Þorsteins þáttur tjaldstæðings       | Torstein tältstadings saga                                  | -        | -      | Bd 5  | -               |
| Þorsteins þáttur forvitna            | Sagan om Torstein den nyfikne                               | -        | -      | Bd 5  | -               |
| Bergbúa þáttur                       | Bergresens saga                                             | -        | -      | Bd 2  | -               |
| Kumlbúa þáttur                       | Kummelbons saga                                             | -        | -      | Bd 2  | -               |
| Stjörnu-Odda draumur                 | Stjärn-Oddes dröm                                           | -        | -      | Bd 4  | -               |
| Band 14. Kjalnesinga saga            | Sagor från Kjalnäset                                        | AU Bååth | Hj Alv | Å Ohl | Annan övers     |
| Kjalnesinga saga                     | Kjalnäsingasagan                                            | -        | -      | Bd 1  | -               |
| Víglundar saga                       | Viglunds saga                                               | -        | -      | Bd 2  | -               |
| Króka-Refs saga                      | Kroka-Rävs saga                                             | -        | -      | Bd 2  | -               |
| Þórðar saga hreðu                    | Sagan om Tord rolös                                         | -        | -      | Bd 3  | -               |
| Finnboga saga ramma                  | Finnboge rammes saga                                        | -        | -      | Bd 4  | -               |
| Gunnars saga Keldugnúpsfífls         | Gunnar Keldugnupsfånens saga                                | -        | -      | Bd 5  | -               |

Nedanstående lista är en förteckning över kortsagor som inte finns med i Íslenzk fornrit, men som finns med i Guðni Jónssons utgåva. Flera av dessa sagor finns med i Flatöboken, men en del av berättelserna där har av olika skäl (ännu) inte blivit medtagna i den vetenskapliga utgåvan.
| Titel på isländska                 | Titel på svenska                                  | AU Bååth | Hj Alv | Å Ohl | Annan övers |
| ---------------------------------- | ------------------------------------------------- | -------- | ------ | ----- | ----------- |
| Sigurðar þáttr borgfirzka          | Sigurd borgfjordings saga                         | -        | -      | Bd 1  | -           |
| Einars þáttr Skúlasonar            | Einar Skulasons saga                              | -        | -      | Bd 1  | -           |
| Ævi Snorra goða                    | Kortsagan om Snorre godes levnad                  | -        | -      | Bd 2  | -           |
| Bolla þáttr Bollasonar             | Bolle Bollasons saga                              | -        | -      | Bd 2  | -           |
| Þórodds þáttr Snorrasonar          | Torodd Snorrasons saga                            | -        | -      | Bd 2  | -           |
| Stúfs þáttr inn skemmri            | Stuv Blinde                                       | -        | Bd 4   | -     | -           |
| Völsa þáttr                        | Sagan om Völse                                    | -        | -      | Bd 3  | -           |
| Hemings þáttr Áslákssonar          | Hemming Aslakssons saga                           | -        | -      | Bd 3  | -           |
| Þorvalds þáttr viðförla            | Torvald vittfarnes saga                           | -        | -      | Bd 4  | -           |
| Jökuls þáttr Bárðarssonar          | Jökul Bårdarssons småsaga                         | -        | -      | Bd 3  | -           |
| Þorsteins þáttr skelks             | Torstein klacks saga                              | -        | -      | Bd 3  | -           |
| Svaða þáttr ok Arnór kerlingarnefs | Svades och Arnor käringnäbbs saga                 | -        | -      | Bd 4  | -           |
| Þorhalls þáttr knapps              | Torhall knapps saga                               | -        | -      | Bd 4  | -           |
| Íslendings þáttr óráðga            | Sagan om den orådige isländaren                   | -        | -      | Bd 4  | -           |
| Þiðranda þáttr ok Þórhalls         | Sagan om Tidrande och Torhall spåman              | -        | -      | Bd 5  | LL          |
| Haukdæla þáttr                     | Haukdalssagan (Ohlmarks: Haukdölasagan)           | -        | -      | Bd 5  | -           |
| Ísleifs þáttr byskups              | Biskop Isleifs saga                               | -        | -      | Bd 5  | -           |
| Steins þáttr Skaftasonar           | Stein Skaptasons saga                             | -        | -      | Bd 5  | -           |
| Sighvats þáttr skálds              | Sighvat Tordarssons saga                          | -        | -      | Bd 5  | -           |
| Óttars þáttr svarta                | Ottar svartes saga                                | -        | -      | Bd 5  | -           |
| Þorsteins þáttr forvitna           | Sagan om Torstein den nyfikne                     | -        | -      | Bd 5  | -           |
| Ívars þáttr Ingimundarssonar       | Ivar Ingimundarssons saga                         | -        | -      | Bd 5  | -           |
| Þórarins þáttr stuttfeldar         | Torarin kortfälls saga                            | -        | -      | Bd 5  | -           |
| Mána þáttr skálds                  | Måne skalds saga                                  | -        | -      | Bd 5  | -           |
| Stefnis þáttr Þorgilssonar         | Stevner Torgilssons saga (Ohlmarks:Stevnerssagan) | -        | -      | Bd 1  | -           |
| Jökuls þáttr Búasonar              | Jökul Buasons saga                                | -        | -      | Bd 1  | -           |

Fotnoter: þáttr betyder "kapitel", "kort berättelse". Av Ohlmarks översatt som "småsaga".
AU Bååth=Albert Ulrik Bååth; AE=Agnes Ekermann; Hj Alv=Hjalmar Alving; Å Ohl=Åke Ohlmarks; IF=Ingegerd Fries; LL=Lars Lönnroth; CL=Carl Lönnberg; PW=Peter Wieselgren; JM=Josua Mjöberg; MGL=Mats G. Larsson; MM=Mats Malm; NB=Natanael Beckman; NA=Nore Ambrosius; PAG=Peter August Gödecke; SH=Solon Hammargren; SJ=Sven B.F. Jansson
2014 utkom en svensk nyöversättning av samtliga släktsagor och 49 tåtar i verket Islänningasagorna i fem band under redaktion av Kristinn Jóhannesson, Gunnar D. Hansson och Karl G. Johansson och med bidrag av en mängd svenska översättare. Ambitionen är att dessa översättningar så småningom ska finnas fritt tillgängliga över internet.

## Översättningar
Islands universitetsbibliotek har en sammanställning av översättningar som gjorts av den isländska medeltidslitteraturen på sin hemsida. Totalt finns 30 språk med i förteckningen.

### Översättningar till svenska
Se ovanstående tabell för olika översättningar till svenska.

### Engelska översättningar
- Örnólfur Thorsson (1997). The Complete Sagas of Icelanders. 5 vols. Reykjavik: Leifur Eiriksson Publishing Ltd.
- Örnólfur Thorsson, et al. (eds.) (2000) The Sagas of the Icelanders: a selection. Penguin Books